# I Miss You (Blink-182-Lied)
I Miss You (englisch für „Ich vermisse dich“) ist ein Lied der US-amerikanischen Punk-Rock-Band Blink-182 aus dem Jahr 2003. Der Song ist die zweite Singleauskopplung ihres fünften Studioalbums blink-182 und wurde am 16. Februar 2004 als ebendiese veröffentlicht.

## Inhalt
I Miss You handelt vom Vermissen einer geliebten Person in einer Beziehung und der damit verbundenen Verletzlichkeit. Blink-182 singen aus der Perspektive des lyrischen Ichs, dass sie schlaflose Nächte ohne ihre Partnerin haben und sich wünschen, dass die gemeinsame Zeit niemals endet. Dabei plagen sie auch Selbstzweifel, ob die Freundin genauso empfindet oder ihre Beziehung schon aufgegeben hat. Das Lied wurde vom The-Cure-Song The Love Cats inspiriert und enthält Referenzen an den Film Nightmare Before Christmas.

“Where are you?

And I’m so sorry

I cannot sleep, I cannot dream tonight

I need somebody and always”

## Produktion
Der Song wurde von dem US-amerikanischen Musikproduzenten Jerry Finn produziert. Als Autoren fungierten Tom DeLonge, Mark Hoppus und Travis Barker von Blink-182. Es ist eines der ruhigeren Lieder der Band und basiert vor allem auf akustischen Elementen, wie einer akustischen Bassgitarre und mit Besen gespieltem Schlagzeug.

## Musikvideo
Bei dem zu I Miss You gedrehten Musikvideo führte Jonas Åkerlund Regie. Es verzeichnet auf YouTube über 371 Millionen Aufrufe (Stand: Juli 2023), womit es das meistaufgerufene Video der Band ist. Im Video spielen Blink-182 den Song in einem spukenden Geisterschloss. Es sind grell-geschminkte Frauen zu sehen, die auf einer Treppe sitzen, anschließend im Schlossteich baden und sich küssen, bevor sie zusammen tanzen. Später werden auch Spinnen gezeigt und verschiedene Wesen, die sich rund um das Schloss aufhalten.

## Single

### Covergestaltung
Das Singlecover ist schwarz-weiß gehalten und zeigt ein Herz, das von schwarzen Kreuzen überzogen ist. Im oberen Teil des Bilds befindet sich der Schriftzug blink-182, während der Titel I Miss You in Weiß rechts unten im Bild steht. Der Hintergrund ist komplett schwarz.

### Titellisten
Single
1. I Miss You – 3:47
2. Not Now – 4:09

Maxi
1. I Miss You – 3:47
2. Not Now – 4:09
3. Feeling This (Video) – 3:25

### Chartplatzierungen
I Miss You stieg am 8. März 2004 auf Platz 38 in die deutschen Singlecharts ein und erreichte eine Woche später mit Rang 32 die höchste Position. Insgesamt hielt sich der Song neun Wochen lang in den Top 100. Erfolgreicher war die Single unter anderem mit Platz acht im Vereinigten Königreich und in Neuseeland sowie Rang 13 in Australien.
| ChartsChartplatzierungen       | Höchstplatzierung | Wochen |
| ------------------------------ | ----------------- | ------ |
| Deutschland (GfK)              | 32 (9 Wo.)        | 9      |
| Österreich (Ö3)                | 41 (8 Wo.)        | 8      |
| Schweiz (IFPI)                 | 51 (5 Wo.)        | 5      |
| Vereinigte Staaten (Billboard) | 42 (20 Wo.)       | 20     |
| Vereinigtes Königreich (OCC)   | 8 (14 Wo.)        | 14     |

### Auszeichnungen für Musikverkäufe
I Miss You erhielt im Jahr 2024 im Vereinigten Königreich für mehr als 1,2 Millionen Verkäufe eine Platin-Schallplatte. 2023 wurde es für über 150.000 verkaufte Einheiten in Deutschland mit einer Goldenen Schallplatte ausgezeichnet. Es zählt zu den erfolgreichsten Liedern der Band.

| Land/Region                  | Auszeichnungen für Musikverkäufe (Land/Region, Auszeichnung, Verkäufe) | Verkäufe  |
| ---------------------------- | ---------------------------------------------------------------------- | --------- |
| Australien (ARIA)            | Gold                                                                   | 35.000    |
| Deutschland (BVMI)           | Gold                                                                   | 150.000   |
| Italien (FIMI)               | Platin                                                                 | 70.000    |
| Neuseeland (RMNZ)            | 2× Platin                                                              | 60.000    |
| Spanien (Promusicae)         | Gold                                                                   | 30.000    |
| Vereinigte Staaten (RIAA)    | Gold                                                                   | 500.000   |
| Vereinigtes Königreich (BPI) | 2× Platin                                                              | 1.200.000 |
| Insgesamt                    | 4× Gold · 5× Platin ·                                                  | 2.045.000 |

Hauptartikel: Blink-182/Auszeichnungen für Musikverkäufe